# 10 лет спустя
О романе Александра Дюма-старшего см. статью Виконт де Бражелон, или Десять лет спустя.
«10 лет спустя» (англ. 10 Years) — американская романтическая комедийная драма, режиссёрский дебют сценариста Джеми Линдена. В главных ролях — Ченнинг Тейтум, Дженна Дуан, Джастин Лонг, Кейт Мара и другие. Релиз фильма в США состоялся 14 сентября 2012 года, в России — 13 декабря 2012 года. Съёмки фильма проходили в декабре 2010 года. Фильм получил положительные отзывы кинокритиков. На сайте Rotten Tomatoes у фильма 60 % положительных рецензий, что основано на 55 рецензиях критиков, со средней оценкой 5.9 из 10. На Metacritic фильм оценён на 61 балл из 100.

## Сюжет
10 лет спустя бывшие одноклассники собираются, чтобы оторваться по полной и поставить на уши весь город. Море выпивки, веселья и воспоминаний, но теперь все по-взрослому! Красавчик Джейк прибыл на вечеринку вместе с ослепительной девушкой, они — идеальная пара, и они счастливы в любви. Но этой ночью на глаза Джейку попадается его первая любовь, прошлое притягивает его и стучится в память с новой силой. Сможет ли он сделать правильный выбор? И правда ли, что у любви нет срока давности?

## В ролях
| Актёр          | Роль   |
| -------------- | ------ |
| Ченнинг Тейтум | Джейк  |
| Дженна Дуан    | Джесс  |
| Джастин Лонг   | Марти  |
| Оскар Айзек    | Ривс   |
| Кейт Мара      | Элис   |
| Розарио Доусон | Мэри   |
| Линн Коллинз   | Анна   |
| Крис Прэтт     | Калли  |
| Эри Грейнор    | Сэм    |
| Скотт Портер   | Скотт  |
| Энтони Маки    | Андре  |
| Обри Плаза     | Оливия |